# Katherine Hicks
Katherine Hicks es una actriz australiana, más conocida por haber interpretado a Poppy Hammond en Out of the Blue, a Heidi Wilson en Rescue Special Ops y actualmente por dar vida a Sam McKenzie en la serie Winners & Losers.

## Biografía
En el 2004 Katherine se graduó del "Victorian College of the Arts", con un grado en arte dramático (actuación).

## Carrera
Katherine ha aparecido en obras de teatro como After the End, The Three Sisters, Smiles of a Summer Night, The Art of Success y Hamlet. También ha aparecido en cortos como Lonely, Believing Baxter, Unholy Devotion, The Captain  y Polish Pursuit.
De 1998 a 1999 apareció como personaje recurrente en la serie Heartbreak High, donde interpretó a Tessa Mason.
En el 2008 interpretó a Poppy Hammond en la serie australiana Out of the Blue.
En el 2009 se unió al elenco principal de la serie Rescue Special Ops, donde interpretó al oficial y paramédico de la unidad de rescate Heidi Wilson, hasta el final de la serie el 5 de septiembre del 2011.
En el 2012 apareció en la serie The Strange Calls donde interpretó a Kath, en la serie compartió créditos con Toby Truslove y Patrick Brammall. 
Ese mismo año se unió al elenco recurrente de la segunda temporada de la serie Winners & Losers donde interpreta a la enfermera Samantha "Sam" McKenzie, la hija de Brian Gross de una relación anterior y media hermana de Deidre, Jenny, Patrick y Bridget Gross, hasta ahora. Al inicio de la tercera temporada Katherine se unió al elenco principal de la serie.

## Filmografía

### Series de televisión
| Año         | Título             | Personaje          | Notas                     |
| ----------- | ------------------ | ------------------ | ------------------------- |
| 2017        | Newton's Law       | Tracy Dingwell     | episodio "Uniform Motion" |
| 2016        | Offspring          | Maddy Rao          | episodio # 6.1            |
| 2016        | Jack Irish         | Donna Donovic      | episodio # 1.3            |
| 2012 - 2015 | Winners & Losers   | Sam Mackenzie      | 55 episodios              |
| 2012        | The Strange Calls  | Kath               | 6 episodios               |
| 2012        | Devil's Dust       | Janis Banton       | 2 episodios - miniserie   |
| 2009 - 2011 | Rescue Special Ops | Heidi Wilson       | 48 episodios              |
| 2008        | Out of the Blue    | Poppy Hammond      | 70 episodios              |
| 1998 - 1999 | Heartbreak High    | Tessa "Tess" Mason | 10 episodios              |

### Películas
| Año  | Título                           | Personaje         | Notas |
| ---- | -------------------------------- | ----------------- | --- |
| 2015 | Terminus                         | Jane Chamberlain  | junto a Todd Lasance, Bren Foster, Steve Le Marquand y Zoe Carides                                       |
| 2014 | $quid: The Movie                 | Amanda            | junto a Josh Lawson y Christian Clark                                                                    |
| 2013 | L.O.V.E. Insurance for the Heart | Lorna             | corto - junto a Gigi Edgley, Samson Thompson y Steve Rodgers                                             |
| 2013 | Anima                            | Anistasia Sokalov | corto - junto a Henry Nixon, Karl Beattie, Laura Brent y Aaron Scully                                    |
| 2012 | Black & White & Sex              | Angie             | junto a Matthew Holmes y Saskia Burmeister                                                               |
| 2009 | Lonely                           | Jade              | corto - junto a Danny Adcock, Catherine Davies, Ewen Leslie, Josh McConville, Susie Porter y Andrew Ryan |
| 2009 | Nightwalking                     | Voces             | corto - junto a Henry Nixon, Socratis Otto y Russell Dykstra                                             |

## Premios y nominaciones
| Año  | Categoría                      | Premio                                    | Serie              | Resultado |
| ---- | ------------------------------ | ----------------------------------------- | ------------------ | --------- |
| 2010 | Media Super Out of the Box     | IF Award                                  | -                  | Nominada  |
| 2010 | TV Actress                     | Cosmopolitan Fun, Fearless, Female Awards | Rescue Special Ops | Nominada  |
| 2010 | Most Popular New Female Talent | Logie Award                               | Rescue Special Ops | Nominada  |